# IEEE 802.11
IEEE 802.11 és un conjunt d'especificacions de la capa física i la capa d'enllaç del model OSI per a xarxes d'àrea personal sense cables (xarxa sense fil) WLAN per a les bandes ISM de 900 MHz, 2,4 3,6 5 i 60 GHz. És mantingut pel grup de treball IEEE 802.11 i la primera versió fou definida l'any 1997.
Normativa que aplica als dispositius que operen a la banda 2,4 GHz: ETSI EN 300 328
Normativa que aplica als dispositius que operen a la banda 5 GHz: ETSI EN 301 893
Normativa que aplica als dispositius que operen a la banda 60 GHz: ETSI EN 302 567
Les principals versions les quals modifiquen significativament les tècniques de transmissió emprades (capa física o PHY) són les següents:
| Protocol      | Data de normalització | Freqüències                            | Velocitat (Típica) | Velocitat (Màxima) | Abast interior  | Abast exterior |
| ------------- | --------------------- | -------------------------------------- | ------------------ | ------------------ | --------------- | -------------- |
| Norma inicial | 1997                  | 2,4-2,5 GHz                            | 1 Mbit/s           | 2 Mbit/s           | ?               | ?              |
| 802.11a       | 1999                  | 5,15-5,35 GHz 5,47-5,725 / 5,725-5,875 | 25 Mbit/s          | 54 Mbit/s          | ~25 m           | ~75 m          |
| 802.11b       | 1999                  | 2,4-2,5 GHz                            | 6,5 Mbit/s         | 11 Mbit/s          | ~35 m           | ~100 m         |
| 802.11g       | 2003                  | 2,4-2,5 GHz                            | 25 Mbit/s          | 54 Mbit/s          | ~25 m           | ~75 m          |
| 802.11n       | 2009                  | 2,4 GHz i/o 5 GHz                      | 200 Mbit/s         | 450 Mbit/s         | ~50 m           | ~125 m         |
| 802.11ad      | 2012                  | 60 GHz                                 | 3 Gbit/s           | 7 Gbit/s           | ~10 m           | ~30 m          |
| 802.11ac      | Gen. 2014             | 5,15-5,35 GHz 5,47-5,875 GHz           | 433 Mbit/s         | 1300 Mbit/s        | ~20 m           | ~50 m          |
| 801.22af      | Feb. 2014             | Bandes de tv entre 54-790 MHz          | 568.9 Mbit/s       | 568.9 Mbit/s       | sense problemes | ~1000 m        |
| 802.11ax      | 2019                  | 2,4 GHz i/o 5 GHz                      | 1300 Mbit/s        | 10 Gbit/s          | ~50 m           | ~125 m         |
| 802.11bb      | 2023                  | Llum infrarroja                        |                    | 9.6 Gbit/s         |                 |                |
| 802.11be      | 2024                  | 2,4 GHz i/o 5 GHz i/o 6 GHz            | 2882 Mbit/s        | 38,4 Gbit/s        | ~30 m           | ~120 m         |
| 802.11bn      | estimat 2028          | 2,4 GHz i/o 5 GHz i 6 GHz              | ?                  | 100 Gbit/s         | ?               | ?              |

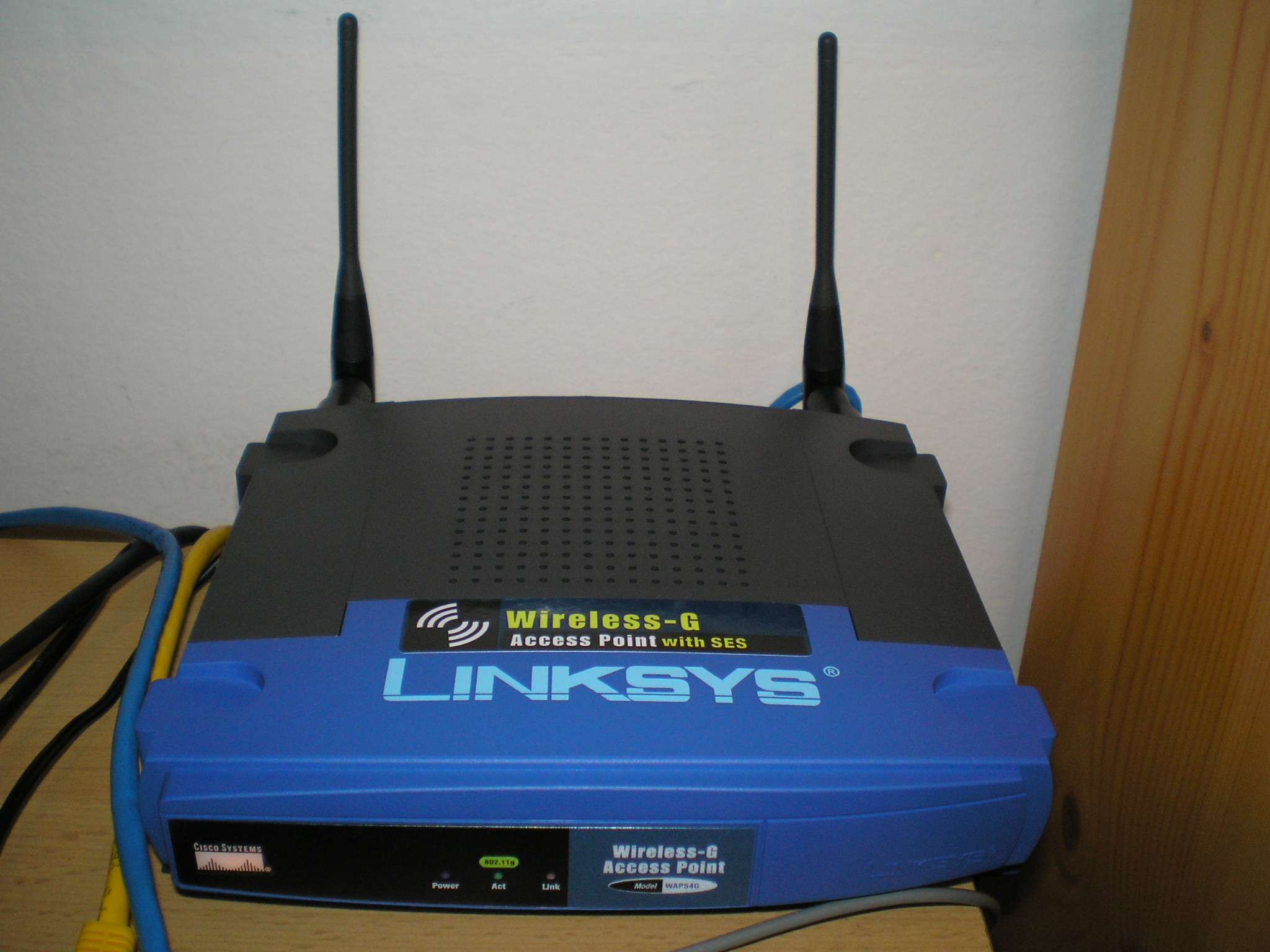
Router IEEE 802.11

D'altres millores que afecten principalment a la capa d'enllaç o MAC, quant a la seguretat de l'accés i interfuncionament entre xarxes:
| Millora  | Data de publicació | Descripció |
| -------- | ------------------ | --- |
| 802.11d  | 2001               | Permet la recuperació dinàmica de paràmetres de transmissió (potència màx, canals autoritzats) en funció de les regulacions locals.                                                                               |
| 802.11F  | 2003               | Implementa comunicacions entre els punts d'accés. |
| 802.11h  | 2003               | Descriu mecanismes que permeten mesurar i seleccionar dinàmicament els canals per a respectar les condicions locals d'utilització (especialment la banda ISM 5 GHz a Europa)                                      |
| 802.11i  | 2004               | Afegeix mecanismes d'identificació i d'encriptació de dades (WPA), per tal de remplaçar l'algorisme inicial de la norma 802.11 que estava obsolet                                                                 |
| 802.11j  | 2004               | Descriu les modificacions necessàries per la utilització de les bandes de freqüència de 4,9 i 5 GHz segons la regulació japonesa.                                                                                 |
| 802.11e  | 2005               | Afegeix mecanismes de QoS dintre de la xarxa 802.11 |
| 802.11r  | 2008               | Millora la mobilitat entre les cèl·lules d'una xarxa Wi-Fi (el handover) i permet a un aparell connectat de canviar d'un punt d'accés a un altre molt de pressa.                                                  |
| 802.11u  | 2007               | Facilita el reconeixement i la selecció de les xarxes i l'interfuncionament amb les altres xarxes externes tals com xarxes mòbils per a permetre la interoperatibilitat entre els diferents operadors de serveis. |
| 802.11y  | 2008               | Augmenta significativament l'abast exterior fins a 5.000m. La freqüència utilitzada és de 3,7 GHz (compatibilitat amb les versions a/b/g/n/ac)                                                                    |
| 802.11w  | 2009               | Augmenta la seguretat de les trames de manegament. |
| 802.11p  | 2010               | Implementa les comunicacions en ambients vehiculars |
| 802.11v  | 2011               | Implemeta la intercomunicació entre dispositius connectats. |
| 802.11s  | 2012               | Implementa la topologia de xarxa en malla. |
| 802.11k  | 2012               | Modificació que defineix la informació per a facilitar la gestió i manteniment de la xarxa. |
| 802.11ah | 2016               | Opera a les bandes ISM sub-1GHz, que permet major eficiència energètica. |
| 802.11mc | 2016               | Implementa la funcionalitat Wi-Fi RTT. |
| 802.11ay | 2018               | Millores d'amplada de banda i MIMO. |
| 802.11bd | 2021               | Millores per a NGV (propera generació vehicular) : banda de 60GHz, 2x2 SU-MIMO, 256QAM |
| 802.11az | 2022               | Millores per a localització d'objectes a través dels senyals RF. |